# Félix de las Cuevas Cortés
 (mars 2025).
Félix de las Cuevas Cortés, né le 5 novembre 1966 à Santander, est un homme politique espagnol membre du Parti Populaire (PP).
Il est élu député aux Cortes Generales en juillet 2023.